# Markomannia (Schiff, 1911)
Die Markomannia war ein deutscher Kohlefrachter der Hamburg-Amerikanische Packetfahrt-Actien-Gesellschaft.
Er wurde in England von Irvine’s Shipbuilding & Drydock Co. Ltd. in West-Hartlepool gebaut. Als Antrieb diente ein 3-Zylinder-Dampfmaschine mit dreifacher Dampfdehnung von Richardsons Westgarth & Company. Er fuhr zunächst als Nigaristan für Anglo-Algerian Steamship Co. unter englischer Flagge. 1913 wurde er an HAPAG verkauft. Nach Beginn des Ersten Weltkriegs befand er sich beim Kohlenladen in Japan. Da die Fahrt nach Deutschland zu gefährlich war, fuhr das Schiff zur deutschen Kolonie Tsingtao. Hier traf es auf das deutsche Kriegsschiff Emden und begleitete dieses ab dem 2. August 1914 als Versorgungsschiff.
Die Emden kaperte und versenkte viele Schiffe und die Markomannia nahm zeitweise die gefangen genommene Besatzung an Bord. Als der Kohlevorrat der Markomannia zu Ende ging, kaperte man den griechischen Kohlefrachter Pontoporos. Am 13. Oktober verlud man bei Sumatra die Kohle von einem Frachter auf den anderen. Der englische Leichte Kreuzer Yarmouth spürte die Markomannia hierbei auf und näherte sich mit voller Fahrt. Man versuchte noch schnell in neutrale Gewässer zu fliehen, doch das Kriegsschiff verhinderte dies mit Warnschüssen. Aus diesem Grund ergab sich der Kapitän Walter Faaß.
Nun wurde die Mannschaft der Markomannia auf die Yarmouth gebracht und dann das Schiff versenkt. Die Besatzung wurde ins Internierungslager in Penang gebracht.